# فرمانیه
فَرمانیه منطقه‌ای مرفه‌نشین در شمیران، واقع در شمال کلانشهر تهران است.
این محله که در منطقه ۱ شهرداری تهران و شهرستان شمیرانات قرار دارد، به‌عنوان یکی از گران‌قیمت‌ترین مناطق مسکونی تهران شناخته می‌شود.
این منطقه به مرکزیت خیابان فرمانیه، از شمال با نیاوران، از شرق با خیابان پاسداران و اقدسیه، از غرب با دزاشیب و از جنوب در بخشی با بزرگراه صدر و در بخش دیگر با چیذر و بلوار اندرزگو همسایه است. خیابان فرمانیه (شهید دکتر لواسانی)، خیابان اصلی منطقه می‌باشد که از چهارراه فرمانیه در شرق آغاز شده و به چهارراه کامرانیه و بلوار اندرزگو در غرب می‌رسد؛
سپس با یک پیچش از چهارراه کامرانیه به سوی شمال غرب حرکت می‌کند و سرانجام به سه‌راه عمار در تقاطع خیابان دزاشیب در حوالی میدان تجریش منتهی می‌شود. محله کامرانیه، در میانه منطقه فرمانیه، آن را به دو بخش شرقی و غربی قسمت نموده‌است.
منطقه فرمانیه در گذشته متعلق به خانواده فرمانفرمائیان، خانوادهٔ پرنفوذ و ثروتمند در دوران قاجار بوده‌است و نام فرمانیه نیز از نام این خانواده گرفته شده‌است.
در این منطقه، تعداد زیادی سفارتخانه از جمله باغ و سفارت ایتالیا، قرار دارد؛ به همین جهت در منطقه فرمانیه، شمار قابل ملاحظه‌ای اتباع خارجی اقامت دارند. همچنین بسیاری از ثروتمندترین افراد ایران در این منطقه زندگی می‌کنند.
فرمانیه همچون بیشتر محله‌های شمیران، از شهرسازی کهنه‌ای برخوردار است و تعدادی از گذرهای آن، با استانداردهای نوین شهرسازی منطبق نیستند. برخی از کوچه‌های فرمانیه همچنان بافت سنتی خود را حفظ کرده و دیدن منظره‌ی درختان دیلاق چنار در دو طرف گذرهای آن و جوی‌های آبی که زیر پای آن‌ها روان است، دور از انتظار نیست.

## پیشینه

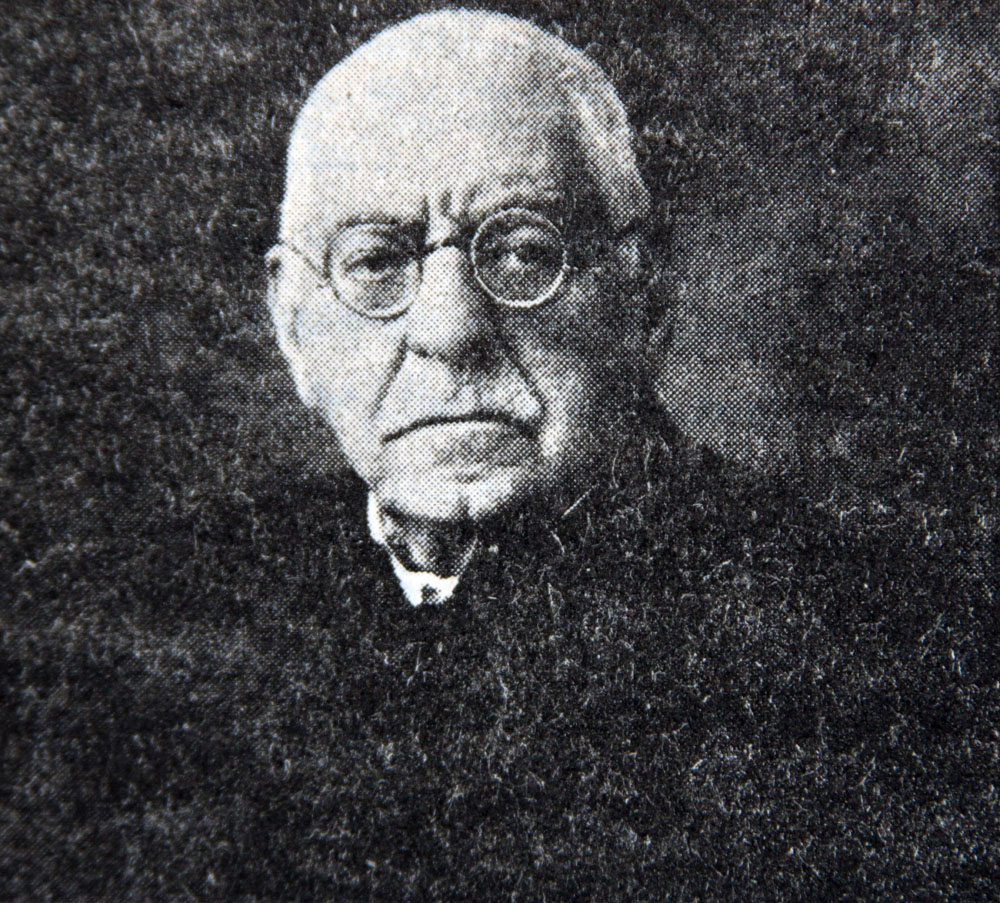
شاهزاده فرمانفرما، مالک بخش‌های عظیمی از فرمانیه در اواسط قرن ۱۴ قمری بوده‌است.

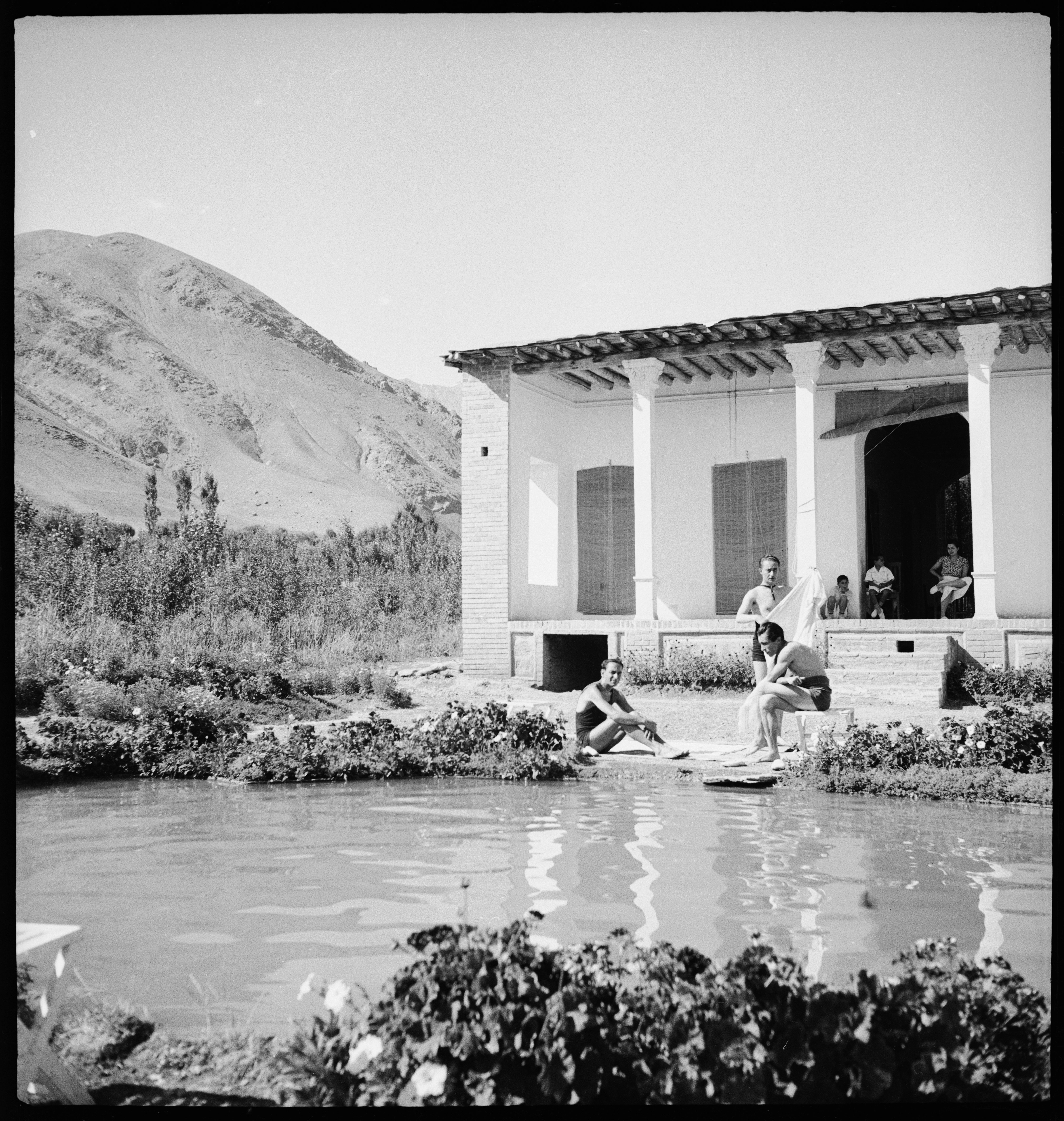
نمایی از باغ و عمارت فرمانیه که به سفارت ایتالیا فروخته شد و ارتفاعات شمیران در پس آن که توسط آنه ماری شوارتسنباخ، جهانگرد سوییسی در سال ۱۳۱۴ خورشیدی در سفر به ایران عکس‌برداری شده‌است.

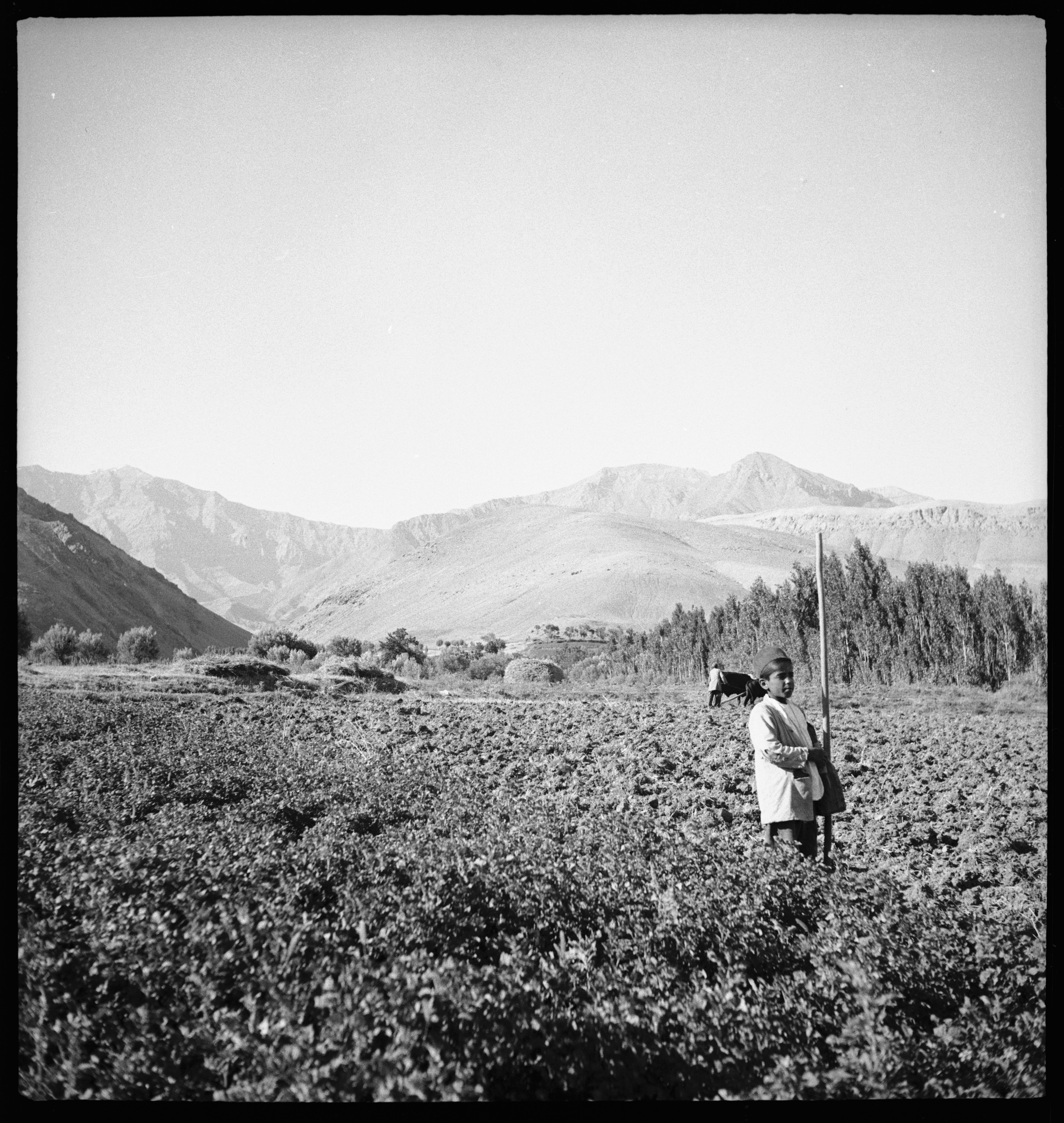
اراضی کشاورزی فرمانیه در ۱۳۱۴

اراضی فرمانیه متعلق به شاهزاده عبدالحسین میرزا فرمانفرما، نخست‌وزیر ایران در سال‌های پایانی سلطنت دودمان قاجار بوده‌است. وی این زمین‌ها را در سال ۱۳۲۶ قمری (۱۲۸۸ خورشیدی) از محمدولی‌خان آصف‌السلطنه خریده بود. فرمانفرما دارای همسران متعدد و ده‌ها فرزند بود، برای آن‌که فرزندان همسر اولش به سایر فرزندان حسادت نکنند، در زمان حیات، بخش بزرگی از اموال خود را میان فرزندان همسر اولش توزیع نمود. از جمله این ملک به فیروز فیروز، فرزند ارشد وی رسید. فیروز که به ولخرجی معروف بود، مجبور به فروش بخشی از املاک خود به سفارت ایتالیا شد.

## اماکن مهم

### سفارت‌خانه‌ها
- باغ و سفارت ایتالیا
- سفارت پادشاهی هلند
- سفارت پادشاهی نروژ
- سفارت پادشاهی سوئد
- سفارت جمهوری چک
- سفارت ترکمنستان
- مدرسه ایتالیایی پیترو دلاواله

### سایر اماکن
- باشگاه فرمانیه
- بیمارستان فرمانیه
- مجتمع پردیس فرمانیه
- اداره راه و شهرسازی شهرستان شمیرانات
- کشتیرانی جمهوری اسلامی ایران
- سازمان بنادر و دریانوردی جمهوری اسلامی ایران

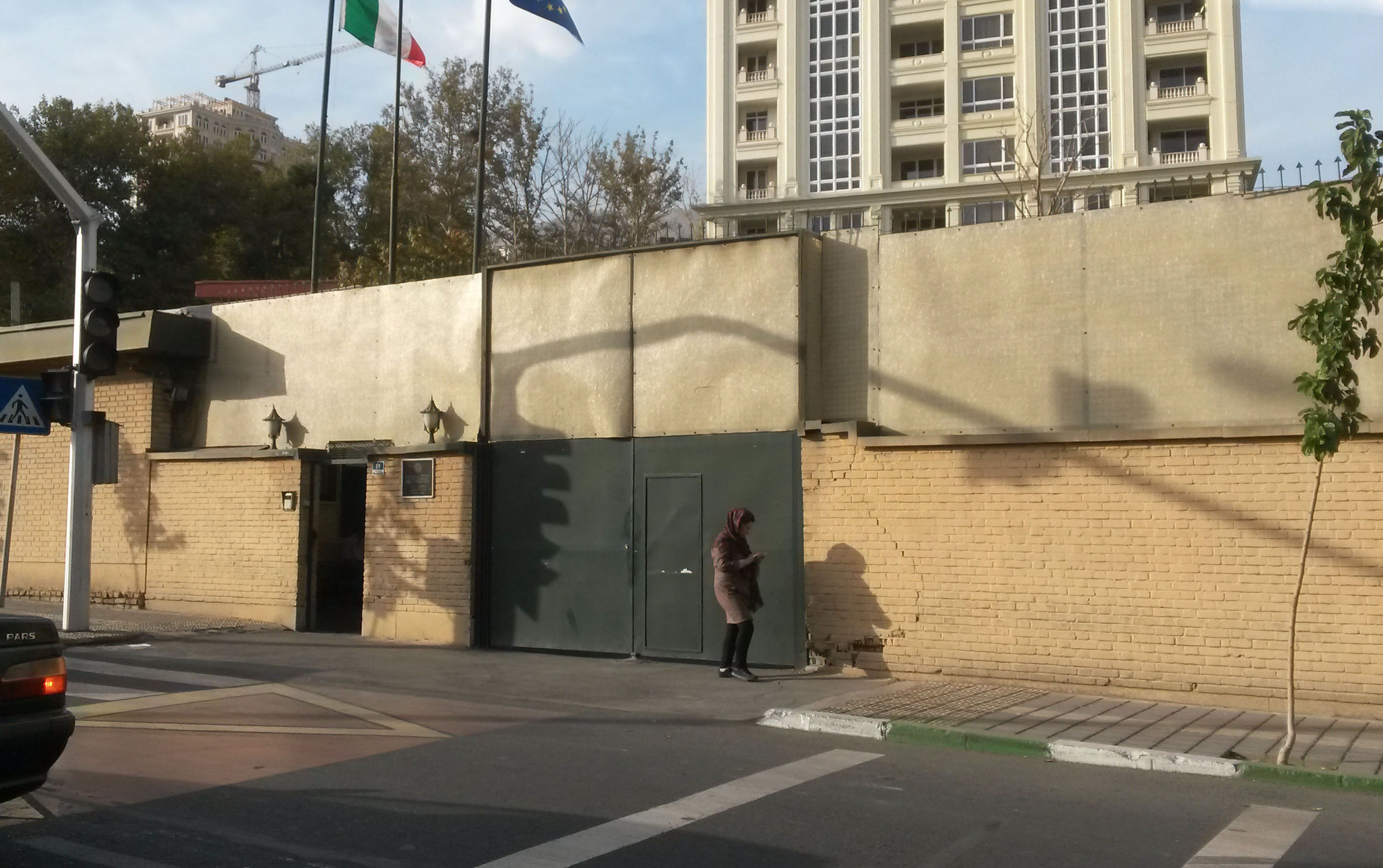
مدرسه ایتالیایی پیترو دلا واله

- هلال احمر شمیرانات
- باشگاه بانک ملت

## خیابان‌های مهم
- خیابان فرمانیه (شهید دکتر لواسانی)
- خیابان پاسداران شمالی (سلطنت‌آباد)
- بلوار دستواره (معصومی)
- خیابان دیباجی شمالی
- خیابان سنبل (سلمان پورظهیر)
- خیابان آذرمینا (اختیاریه شمالی)
- خیابان حمیدرضا نوریان (کوهستان نهم)
- خیابان کوهستان هشتم
- خیابان ارغوان
- خیابان سینا
- خیابان نارنجستان یکم
- خیابان نارنجستان هفتم (جهان‌بخش‌نژاد)
- خیابان‌ بوستان
- خیابان تنگستان دوم (حسینی)
- خیابان عسگریان
- خیابان ثروتی
- خیابان مهمان‌دوست (سعیدی)
- خیابان آقایی
- خیابان آریا
- خیابان وطن‌پور
- خیابان علوی

## پارک‌ها
- پارک سنبل در تقاطع خیابان سلمان‌پور ظهیر (سنبل) و خیابان فرمانیه
- بوستان صدر در تقاطع دیباجی شمالی و اتوبان صدر
- بوستان امام علی در نبش چهارراه کامرانیه

## آب‌و‌هوا
به‌دلیل قرار داشتن باغ و سفارت ایتالیا و سایر باغات به‌جا مانده از شمیران در این منطقه و نیز به‌علت همجواری بوستان نیاوران و کاخ نیاوران، این منطقه همچون سایر مناطق شمال شهر دارای آب‌وهوایی خنک و پاکیزه می‌باشد  .

## سازه‌های معروف
- برج آسمان
- برج‌های دوقلوی فرمان
- برج کوه نور
- برج نگین
- برج زنبق
- مجتمع مسکونی فرمانیه
- برج دانوب فرمانیه

## مراکز خرید
- میدان میوه و تره‌بار شهید لواسانی
- شهروند فرمانیه
- مرکز خرید آرتمیس فرمانیه
- برند سنتر فرمانیه
- پارک سنتر فرمانیه
- مرکز خرید سانا (سانا سنتر)

## دسترسی‌‌ها‌

### بزرگراه‌ها
فرمانیه از طریق بلوار شهید دستواره (معصومی) و خیابان دیباجی شمالی به بزرگراه صدر غرب دسترسی دارد. همچنین این محله از طریق خیابان پاسداران و بلوار دستواره (معصومی) به بزرگراه صدر شرق دسترسی داشته و از آن طریق به بزرگراه صیاد شیرازی، بزرگراه امام علی و بزرگراه شهید بابایی قابل دسترسی است.

### خیابان‌ها
فرمانیه به خیابان‌های نیاوران، پاسداران و بلوار اندرزگو دسترسی دارد.

### خطوط حمل و نقل عمومی
این محله از ضلع جنوبی شرقی به پایانه اتوبوسرانی شهید دستواره (معصومی) و ایستگاه متروی نوبنیاد دسترسی دارد. خطوط اتوبوسرانی عبوری از این محله به صورت ذیل مسافران را جابجا می‌نمایند:
- خط ۱۰۶ پایانه لاله به پایانه شهید افشار (پارک وی) در مسیر بلوار ارتش، بزرگراه‌های امام علی، شهید صدر ، ایستگاه متروی نوبنیاد، برزگراه شهید صدر (ضلع جنوبی محله فرمانیه تا پل کامرانیه)، ادامه بزرگراه صدر و مدرس
- خط ۲۱۷ شهرک صدف به بلوار صبا (متروی قیطریه) در مسیر شهرک صدف و نفت، مینی سیتی، بلوار ارتش، نارنجستان هفتم، خیابان لواسانی (فرمانیه)، بلوار شهید اندرزگو، قیطریه و بلوار صبا
- خط ۲۲۰ میدان ازگل به پایانه تجریش در مسیر خیابان ازگل، بلوار نیروی زمینی، مینی سیتی، بلوار ارتش، خیابان موحد دانش (اقدسیه)، خیابان پاسداران، خیابان لواسانی (فرمانیه)، خیابان باهنر (نیاوران)، میدان قدس، خیابان شهرداری و میدان تجریش
- خط ۲۱۴  پایانه شهید دستواره (معصومی)  به پایانه افق ( حكيميه ) در مسير نوبنياد ، بزرگراه صدر ، بزرگراه بابايی ، دانشگاه امام حسين ، دانشگاه آزاد تهران شمال و دسترسی های محلی حكيميه
- خط ۲۲۵ پایانه شهید دستواره (معصومی) به میدان قدس (تجریش) در مسير نوبنياد ، خيابان پاسداران ، ميدان اختياريه ، خيابان شهيد كلاهدوز ( دولت ) ، خيابان شريعتی ، ميدان قدس ، مترو تجریش   [۴]
- خط اتوبوس برون‌شهری پایانه شهید دستواره (معصومی) به شهر جدید پردیس در مسیر متروی نوبنیاد ، بزرگراه صدر ، بزرگراه شهید بابایی ، تقاطع پل بلوار نیروی زمینی ارتش یا لویزان، ادامه بزرگراه بابایی ، آزادراه تهران - پردیس ، شهر جدید پردیس ( میدان امام خمینی- میدان عدالت - فاز ۳ و ۴ )